# فرنسيس ماكديرموت
فرنسيس ماكديرموت (بالإنجليزية: Francis McDermott)‏ هو سياسي أسترالي، ولد في 6 فبراير 1874 في أستراليا، وتوفي في 24 أغسطس 1957 في هوبارت في أستراليا. حزبياً، نشط في حزب العمال الأسترالي. وقد انتخب عضو مجلس نواب تسمانيا عن دائرة Division of Franklin (state) ‏ (28 يونيو 1939 – 13 ديسمبر 1941).